# Nederlandsche Vereeniging tot bestrijding der geslachtsziekten

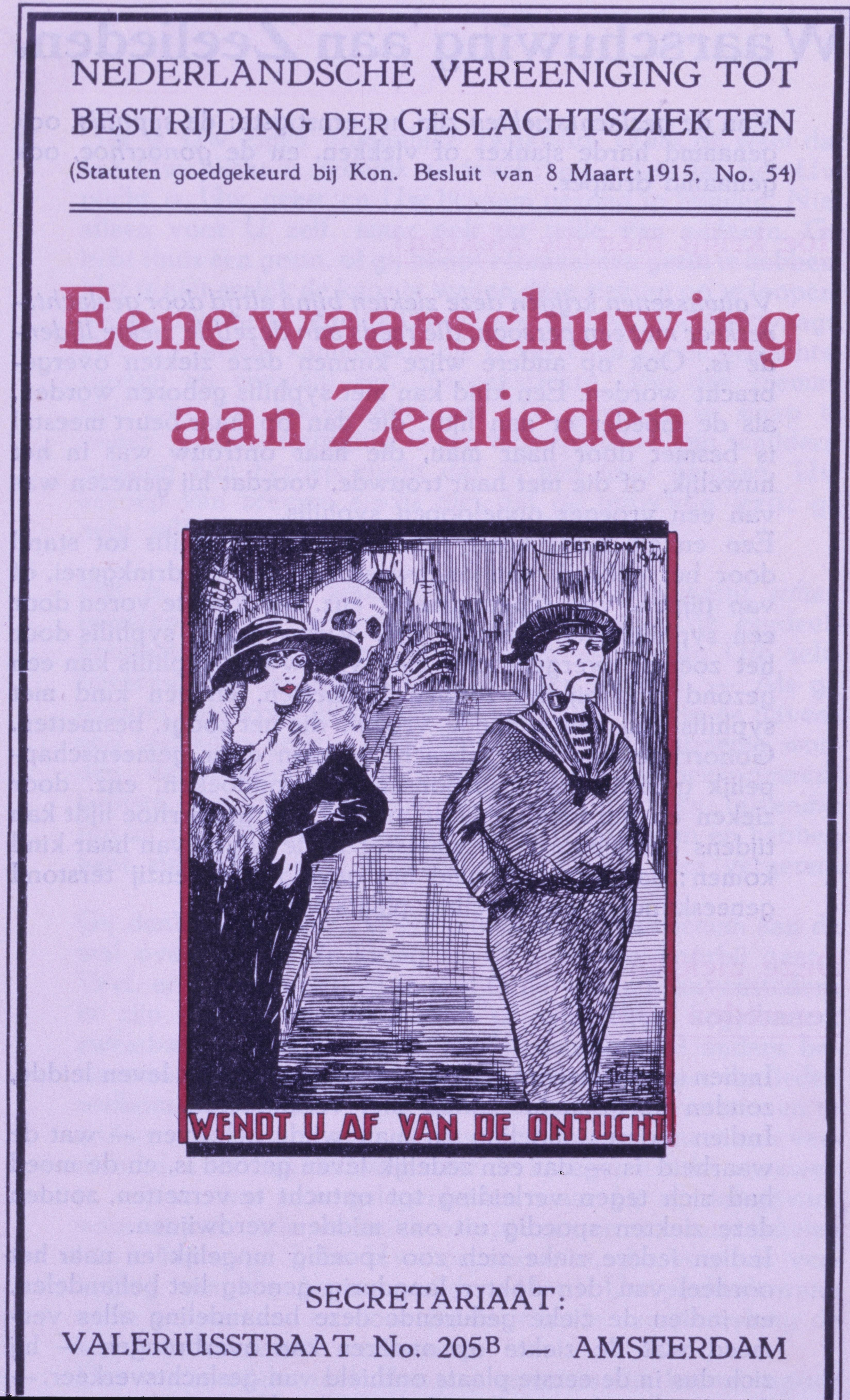
Brochure voor zeelieden, 1915. Archief Soa Aids Nederland

De Nederlandse Vereniging voor Zedelijke Volksgezondheid was een Nederlandse vereniging die in 1914 werd opgericht.

## Naam
De statutaire naam van de vereniging is door de tijd heen enkele malen gewijzigd. De oorspronkelijke naam bleef ook na de beide statutenwijzigingen - maar dan tussen haakjes geplaatst - onderdeel uitmaken van de statutaire naam van de vereniging. Vooruitlopend op de statutenwijziging in 1934 droeg de vereniging vanaf eind 1933 nog tijdelijk de naam  Nederlandsche Vereeniging voor Moreele Hygiëne (Nederlandsche Vereeniging tot bestrijding der geslachtsziekten), maar de ledenvergadering besloot anders en deze naam is nooit statutair vastgelegd. Wel is deze naam in die periode gebruikt.
Aldus droeg de vereniging tussen 1914 en 1973 de volgende statutaire namen:
- vanaf 1914: Nederlandsche Vereeniging tot bestrijding der geslachtsziekten,
- vanaf 1934: Nederlandsche Vereeniging voor Zedelijke Volksgezondheid (Nederlandsche Vereeniging tot bestrijding der geslachtsziekten),
- vanaf 1951: Nederlandse Vereniging voor Zedelijke Volksgezondheid (Nederlandse Vereniging tot bestrijding der geslachtsziekten).

## Rechtspersoon
Op initiatief van de Nederlandsche Maatschappij tot bevordering van de Geneeskunst werd op 24 april 1914 ‘Nederlandsche Vereeniging tot bestrijding der geslachtsziekten’ opgericht voor een periode van 29 jaar en 11 maanden. De vereniging koos domicilie in Amsterdam, later (maar vóór 1918) in Utrecht. De statuten werden bij Koninklijk Besluit van 8 maart 1915 nr. 54 goedgekeurd. Door de oprichting van de vereniging werd opvolging gegeven aan de 22ste conclusie van het in april 1911 verschenen rapport van de maatschappij-commissie tot onderzoek naar de te nemen maatregelen ten opzichte van de bestrijding van syfilis en gonorroe. Deze luidde: “De Nederlandsche Maatschappij tot bevordering der geneeskunst neme het initiatief tot de oprichting van een permanent lichaam, dat zich de bestrijding der geslachtsziekten ten doel stelt“. De onderzoekscommissie was ingesteld bij besluit van de 58e algemene vergadering, gehouden op 6 tot 8 juli 1908 te Rotterdam.
In zijn vergadering van 19 december 1933 besloot het Dagelijks Bestuur de naam van de vereniging te wijzigen in ‘Nederlandsche Vereeniging voor Moreele Hygiëne (Nederlandsche Vereeniging tot bestrijding der geslachtsziekten)’. De reden hiervoor was dat de vereniging zich niet meer alleen richtte op de opsporing en de behandeling van geslachtsziekten, maar ook op de preventie door het “bevorderen eener juiste sexueele opvoeding, tot de juiste sexueele hygiëne, tot de juiste sexueele moraal”. De oorspronkelijke naam vond men iets te afstotend voor voorlichting op grote schaal aan een gezonde bevolking. 
Het briefpapier en dergelijke werd aangepast, maar voor de naamsverandering was een statutenwijziging noodzakelijk. Het dagelijks bestuur agendeerde voor de ledenvergadering van 22 september 1934 een statutenwijziging om de door hem gewenste naamswijziging te kunnen doorvoeren. De uitkomst was een andere. Er werd weliswaar besloten tot een statutenwijziging, maar de door het bestuur voorgestelde naamswijziging werd niet overgenomen. De statutaire naam werd gewijzigd in ‘Nederlandsche Vereeniging voor Zedelijke Volksgezondheid (Nederlandsche Vereeniging tot bestrijding der geslachtsziekten)’. Bij Koninklijk Besluit van 24 januari 1938 werd de statutenwijziging goedgekeurd.
Wegens een toenemend verschil in opvatting werd na de Tweede Wereldoorlog de vereniging in twee afdelingen gesplitst: een afdeling A ter bevordering van de geneeskundige en sociaal-hygiënische bestrijding en een afdeling B ter bevordering van de seksuele hygiëne en seksuele moraal. Bij Koninklijk Besluit van 9 augustus 1951, nr. 20 werden voor het laatst de statuten van de vereniging goedgekeurd.
Sinds het midden van de jaren vijftig ontplooide de vereniging geen activiteiten meer. In de nota over de herstructurering van de geslachtsziektebestrijding van Staatssecretaris Kruisinga van Sociale Zaken en Volksgezondheid uit 1970 was ook een zevental taken voor de vereniging benoemd. De enige, nog resterende bestuursleden van de vereniging dr. E.H. Hermans, voorzitter, en dr. E.P. van Steenbergen, secretaris, legden daarom eind 1970 weer contact en besloten een ledenvergadering uit te schrijven al was niet meer duidelijk wie er lid waren. Op 27 januari 1972 werd deze ledenvergadering gehouden, waarin werd besloten dat de vereniging nog bestaansrecht had. Een jaar later, op 18 januari 1973 besloot de ledenvergadering tot de oprichting van de Nederlandse Stichting tot Bestrijding der Geslachtsziekten. Met een volmacht van de voorzitter van het bestuur van de Nederlandse Vereniging voor Zedelijke Volksgezondheid, dr. D.J.H. Vermeer gaf op 15 maart 1973 drs. W.N. Bax, econoom bij de Algemene Nederlandse Vereniging “Het Groene Kruis” te Utrecht, uitvoering aan dit besluit. De vereniging stelde een bedrag van 6.500 gulden aan de nieuwe stichting beschikbaar. Dr. D.J.H. Vermeer werd de eerste voorzitter van de stichting, de heer W.N. Bax, secretaris, P.G. Bakker, arts-dermatoloog, penningmeester en dr. J. Huisman, lid.
De vereniging ging in 1973 of vlak daarna in liquidatie.

## Bestuur en commissies
De vereniging kende als leden natuurlijke personen ouder dan 21 jaar en rechtspersonen. Het bestuur van de vereniging bestond uit ten minste vijftien leden. Het bestuur koos uit zijn midden een voorzitter, een secretaris en een penningmeester, die samen met nog vier door het bestuur aan te wijzen bestuursleden het dagelijks bestuur vormden. Mr. A. de Graaf werd bij oprichting de eerste voorzitter van de vereniging en zou dat zeer lange tijd, tot 1941, blijven. Het opmerkelijke feit dat hij geen medicus was, speelde bij een polemiek met huidarts dr. P.H. van der Hoog in 1929 een rol. Dr. D.J.H. Vermeer werd de eerste voorzitter van de stichting, de heer W.N. Bax, secretaris, P.G. Bakker, arts-dermatoloog, penningmeester en dr. J. Huisman, lid. Voor de bestuurssamenstelling, voor zover bekend, zie bijlage I.
Het bestuur werd bijgestaan door een voorlichtingscommissie en een geneeskundige commissie. De problemen die de vereniging in 1915 ondervond met de verspreiding van voorlichtingsmaterialen onder de gemobiliseerde militairen waren aanleiding om in de medische commissie een Officier van Gezondheid van de zeemacht op te nemen.

## Doelstellingen
De vereniging had de bestrijding van geslachtsziekten ten doel. Zij trachtte dit doel te bereiken door het instellen en doen instellen van onderzoek en het verzamelen van gegevens, het houden van vergaderingen, lezingen, voordrachten, het uitgeven en verspreiden van publicaties, door pleitbezorging, het geven van adviezen en informatie en samenwerking met andere organisaties en personen. Deze doelstellingen worden ook aangeduid als ‘niet-curatieve geslachtsziektebestrijding’. De exploitatie van consultatiebureaus werd niet expliciet als doelstelling genoemd, maar moet worden gezien als een middel om het doel te bereiken.

## Ziektebeelden
Syfilis (lues) en gonorroe – beide bacteriële infecties – waren begin van de twintigste eeuw de belangrijkste geslachtsziekten en bekend als "de gesel van de mensheid." Tegenwoordig worden geslachtsziekten meestal aangeduid als seksueel overdraagbare aandoeningen of met hun afkorting soa.
Onbehandeld leidt syfilis in drie stadia via allerlei aandoeningen van huid, skelet en zenuwen tot ernstige inwendige, neurologische en psychiatrische verschijnselen. Congenitale syfilis was een ook belangrijke oorzaak van doodgeboorte, miskramen en aangeboren afwijkingen. In 1905 werd de spirochaete pellida als veroorzaker van syfilis vastgesteld en kon vanaf 1906 worden gediagnosticeerd. In 1910 kon syfilis – mits vroegtijdig opgespoord – met salvarsan en verwante middelen effectief worden behandeld. Gonorroe kon leiden tot onvruchtbaarheid en schade aan inwendige organen, maar kende geen congenitale overdracht. Wel konden de ogen van een baby bij een bevalling worden geïnfecteerd en dat leidde zonder behandeling vaak tot blindheid. Gonorroe werd in 1937 door de introductie van sulfapreparaten behandelbaar, maar al snel ontstond resistentie tegen deze middelen.
De introductie van penicilline maakte bacteriële geslachtsziekten goed behandelbaar. Dit geldt niet voor de virale infecties, die het eind de jaren zeventig van de twintigste eeuw snel toenamen.

## Werkzaamheden
De werkzaamheden van de vereniging bestonden uit het voorlichten van risicogroepen, deskundigheidsbevordering van professionals, voorlichting aan het algemene publiek en pleitbezorging bij de overheid. Na enkele jaren kwam de exploitatie van consultatiebureaus daarbij.
De vereniging richtte zich op risicogroepen door brochures gericht op doelgroepen zoals zeelieden en militairen. De eerste grootschalige actie was het verspreiden van een brochure onder de gemobiliseerde soldaten. Een deel van de commandanten weigerde medewerking zodat van de oplage maar 140.000 stuks daadwerkelijk bij de doelgroep terechtkwamen.
De vereniging stimuleerde deskundigheidsbevordering. Bestuursleden publiceerden oorspronkelijke artikelen, maar ook hun standpunten onder andere in het Nederlandsch Tijdschrift voor Geneeskunde. Met enige regelmaat werden lezingen en voordrachten voor medici, hygiënisten, sociaal-verpleegkundigen en maatschappelijk werkers georganiseerd. 
De voorlichting van het algemene publiek was landelijke georganiseerd en richtte zich op informatie over de ziekten, de wijze van overdracht en de noodzaak van vroegtijdige behandeling.
Pleitbezorging voor de geslachtsziektebestrijding vormde een belangrijk deel van de werkzaamheden, waaronder het schrijven van opiniërende stukken. In 1918 richtte de vereniging zich tot de ministers van Binnenlandsche Zaken, Onderwijs, Kunsten en Wetenschappen, en Arbeid met een dringende oproep de bestrijding van de geslachtsziekten krachtig ter hand te nemen. Ze achtte een wettelijke regeling wenselijk, maar bovenal achtte ze het noodzakelijk om zo spoedig mogelijk een vijftal maatregelen te nemen. 
De vereniging verzocht de ministers de volgende vijf maatregelen voor te stellen aan de Staten-Generaal:
1. Het vestigen van een leerstoel en kliniek voor huid- en geslachtsziekten aan de universiteiten van Leiden en Groningen (die al bestonden in Amsterdam en Utrecht).
2. Het geven van de bevoegdheid aan de inspecteurs voor de volksgezondheid om personen met een geslachtsziekte op staatskosten in een ziekenhuis op te nemen, op verzoek van de arts en met instemming van de patiënt.
3. Een post op de Rijksbegroting ter dekking van een deel van de kosten van de gemeente voor een polikliniek voor de kosteloze behandeling van geslachtsziekten.
4. Een onderzoek naar prevalentie van geslachtziekten bij personen in een rijksinrichting, het geven van een verantwoorde medische behandeling aan deze personen en het nauwkeurig bijhouden van statistieken van geslachtsziekten en parasyfilische ziekten.
5. Het verbod op het openlijk aanprijzen van onbevoegde behandeling van geslachtszieken of geheime zieken of van niet erkende geneesmiddelen daartoe.

Dit vormde het begin van een langdurige samenwerking tussen rijksoverheid, gemeenten en het particulier initiatief van het maatschappelijk middenveld die tot op heden voortduurt.
De vereniging stelde zich op het standpunt dat voor iedereen met een geslachtsziekte een goedkope en doelmatige behandeling beschikbaar moet zijn in de vorm van een kosteloze polikliniek in elke gemeente van enige omvang. Het rijk zou daarbij in de kosten die de gemeente maakt moeten bijdragen, zoals in Engeland de praktijk was. Ter ondersteuning van de lokale bestrijding besloot de vereniging in haar jaarvergadering van 28 mei 1918 over te gaan tot oprichting van consultatiebureaus, om zo de geneeskundige behandeling van geslachtsziekten te bevorderen. Om dit plan te kunnen uitvoeren, vroeg de vereniging in 1918 een subsidie van 20.000 gulden bij de regering aan. De rijkssubsidie werd toegekend, onder enkele voorwaarden door de regering. Een van deze voorwaarden was dat de consultatiebureaus geen voorbehoedsmiddelen zouden aanbevelen. De consultatiebureaus hadden als doel het bevorderen van een vroegtijdige behandeling en therapietrouw, het voorkomen van verdere verspreiding tijdens de behandeling en het voorkomen van recidive. De bureaus werkten nauw samen met behandelaars in klinieken en polklinieken.

## Vereniging in relatie tot het overheidsbeleid
De taken van de gemeenten op terrein van de (volks)gezondheid waren reeds sinds de 19e eeuw al vastgelegd in de Gemeentewet van 1851 en de Gezondheidswet van 1865. Met de Gezondheidswet van 1901 werd het Staatstoezicht op de Volksgezondheid onder leiding van de Centrale Gezondheidsraad ingesteld. Met de Gezondheidswet van 1919 kwam het Staatstoezicht op de Volksgezondheid onder de verantwoordelijkheid en kreeg de Centrale Gezondheidsraad, voortaan kortweg Gezondheidsraad, een adviserende taak.
De Nederlandse overheid kreeg na de Eerste Wereldoorlog steeds een grotere regierol in de geslachtsziektebestrijding. In 1919 verscheen het rapport van een commissie van de Centrale Gezondheidsraad over de bestrijding van geslachtsziekten.. Door de Conventie van Brussel inzake de bestrijding van geslachtsziekten van 1 december 1924, waartoe Nederland in 1930 was toegetreden, moest elk deelnemend land vrije geneeskundige behandeling van geslachtsziekten in havensteden gewaarborgd.
Het Jaarverslag van 1926 geeft een goed voorbeeld van de werkzaamheden in de jaren twintig. De vereniging telde toen 274 gewone en 23 institutionele leden. De vereniging exploiteerde consultatiebureaus in Amsterdam, Heerlen, Haarlem en Leiden. Verder had de vereniging een sociaal-verpleegkundige in dienst, ‘zuster voor maatschappelijk werk’, die huisbezoeken aflegde en aanspoorde tot therapietrouw. Er werd samengewerkt met de nieuwe Havenpolikliniek in Rotterdam van de Vereeniging Instituut voor Tropische Geneeskunde Leiden-Rotterdam. De vereniging verzorgde voorlichting en propaganda, en vervaardigde een collectie platen ten behoeve van de opleiding van hygiënisten in Amsterdam.

### Stelselwijziging: provinciale commissies
Vanaf begin van de jaren dertig van de twintigste eeuw veranderde de organisatie van de geslachtsziektebestrijding naar het model van de Rotterdamse aanpak uit 1925. De geneeskundige verzorging werd stapsgewijs in handen gelegd van de verschillende provinciale commissies ingesteld door de besturen van de provinciale Groene of Wit-Gele Kruisverenigingen of door hen gezamenlijk (‘federatieve commissies’), als onderdeel van hun sociaalhygiënische werk. Deze commissies exploiteerden de ‘adviesbureaus’. De naam, zonder nadere toevoeging, werd gekozen ter onderscheid van andere consultatiebureaus. Aan de adviesbureaus zijn een of meer artsen en een of meer sociaal werkster verbonden. De overheid oefende invloed uit op de werkzaamheden doordat de inspecteurs van het Geneeskundig Staatstoezicht zitting hadden in de hun ressort opererende commissies. In 1937 waren er zeven provinciale commissies werkzaam, die achttien adviesbureaus exploiteerden. De commissies werden gefinancierd vanuit de begroting van het Geneeskundig Staatstoezicht en het Profylaxe Fonds. Uiteindelijk kwam dit plan niet geheel van de grond en werden slechts 28 bureaus door het hele land opgericht. Vlak voor de Tweede Wereldoorlog had het kruiswerk de institutionele vorm gekregen die het bijna veertig jaar zou houden. De kruisverenigingen waren op landelijk, provinciaal en plaatselijk landelijk niveau waren de kruisverenigingen volwassen partners van de overheid geworden.
De provinciale commissies namen maatregelen bestaande uit opsporing, behandeling en controle, maatschappelijke hulp en therapietrouw. Het praktische werk van de vereniging werd overgenomen door de kruisverenigingen. De vereniging kon zich verder concentreren op de opvoeding tot de juiste seksuele hygiëne en de seksuele moraal van de Nederlandse bevolking en het bewaren van eenheid binnen het provinciale werk. De tweede secretaris van de vereniging woonde als adviserend lid zo veel mogelijk alle vergaderingen van alle provinciale commissies bij.

### Oorlog en wederopbouw: dwang
De Duitse bezetters kondigden voor Nederland op 5 oktober 1940 het Besluit houdende Voorzieningen tegen Verbreiding van Geslachtsziekten af. Naar voorbeeld van de Duitse wetgeving konden personen waarvan werd aangenomen dat ze een gevaar opleverden voor de verbreiding van geslachtsziekten worden verplicht tot een geneeskundig onderzoek, onwillige patiënten konden tot behandeling en zo nodig tot ziekenhuisopname worden gedwongen en de onvindbare patiënten konden door de politie worden opgespoord. Hoewel dit haaks stond op het decennialang gevoerde Nederlandse beleid werd de verordening na de bevrijding vrijwel ongewijzigd door het Militair Gezag overgenomen en bleef deze nog tot 1952 van kracht. De leiders en maatschappelijk werksters van de adviesbureaus waren blijkens een enquête in 1949 in ruime meerderheid voor de continuering van de Duitse dwangmaatregelen.

### Bevrijding:penicilline
De komst van penicilline, ontdekt in 1928 en op mensen getest in 1941, bracht een grote verandering teweeg, omdat bacteriële geslachtsziekten konden worden genezen. Eerst bestemd voor militair gebruik in het Amerikaanse leger vanaf 1944 en vanaf 1946 ook in het Nederlandse leger. Na 1950 kwam het middel ook voor de Nederlandse burgers beschikbaar.

### Jaren 50-60: Professionalisering kruiswerk
De Gezondheidswet (1956) regelde dat overheid en particulier initiatief moesten samenwerken in een Centrale Raad voor de Volksgezondheid (thans: Raad voor de Volksgezondheid en Zorg). Hierin had naast de overheid en onafhankelijke deskundigen het particulier initiatief zitting. Een nieuw plan om ambtelijke districtsgezondheidsdiensten op te richten kwam echter, net als voor de oorlog, niet van de grond. Daarnaast kwamen er Provinciale raden voor de volksgezondheid, die de uitvoering van de gezondheidszorg moesten bevorderen. Het kruiswerk professionaliseerde zich en hield zich, naast de traditionele taken, bezig met geslachtsziektebestrijding, astmabestrijding, zorg voor kankerpatiënten, bejaardenzorg, revalidatie, gezinszorg, preventieve entingen, reumabestrijding, zorg voor diabetici en voedingsvoorlichting.

### Seksuele revolutie: reactivatie
Eind jaren zestig van de twintigste eeuw nam door de seksuele revolutie het aantal geslachtsziekten toe. De Staatssecretaris Kruisinga van Sociale Zaken en Volksgezondheid verzocht de Centrale Raad voor de Volksgezondheid en de Geneeskundige Hoofdinspectie om advies voor de wederopbouw van de geslachtsziektebestrijding. In juni 1969 zond hij een nota aan de Tweede Kamer, waarin hij een overzicht gaf van de problematiek per regio en per beroepsgroep. Kruisinga noemde een doeltreffende en soepele bestrijdingsorganisatie noodzakelijk. Hij presenteerde in 1970 het plan om te komen tot regionale diensten tot bestrijding van geslachtsziekten per provincie en verschafte op verzoek van de heer Van der Lek nadere informatie over het plan. In het plan was voor de op dat moment een slapend bestaan leidende vereniging een zevental taken voorzien. Dit zou uiteindelijk de impuls geven tot oprichting van de Nederlandse Stichting tot Bestrijding der Geslachtsziekten en de daarop volgende opheffing van de vereniging. Nationaal en internationaal keerden geslachtsziekten in de jaren zeventig weer terug op de maatschappelijke agenda.
In juni 1974 aanvaardden 17 lidstaten van de Raad voor Europa een resolutie over The control of sexually transmitted diseases (STD), waarin wordt geconcludeerd dat venerische en andere seksueel overdraagbare aandoeningen zijn uitgegroeid tot een ernstig en kostbaar gezondheidsvraagstuk. De Raad schreef dit toe aan demografische ontwikkelingen, veranderde gedragspatronen, verwaarloosde seksuele opvoeding, het symptoomloze verloop van deze ziekten en een bedrieglijk gevoel van zekerheid ten gevolge van moderne geneesmiddelen en nieuwe contraceptieve methoden. Van de lidstaten wordt verwacht dat ze eens in de vijf jaar de Secretaris-Generaal over de genomen maatregeling voor de uitvoering van deze resolutie rapporteren. In 1976 werd de aangifteplicht voor syfilis en gonorroe ingevoerd. Rond 1980 werden de taken in de geslachtsziektebestrijding overgeheveld naar de Gemeentelijke Gezondheids Diensten en de Districts Gezondheids Diensten.

## TijdschriftSeksueele Hygiëne(1921-1950)
Vanaf 1921 gaf de vereniging het tijdschrift Seksueele Hygiëne, Mededeelingen van de Nederlandsche Vereeniging tot Bestrijding der Geslachtsziekten uit. Vooruitlopend op de beoogde statutenwijziging was de ondertitel van het tijdschrift van de vereniging in 1934 gewijzigd in Seksueele Hygiëne, Mededeelingen van de Nederlandsche Vereeniging voor Moreele Hygiëne. Toen de statutenwijziging anders uitpakte. werd de naam van het tijdschrift overeenkomstig aangepast en luidde Seksueele Hygiëne, Mededeelingen van de Nederlandsche Vereeniging voor Zedelijke Volksgezondheid.
In de periode 1946-1948 werd de ondertitel Sexueele Hygiëne, Mededeelingen van de Nederlands(ch)e Vere(e)niging tot Bestrijding der Geslachtsziekten en voor Zedelijke Volksgezondheid [vanaf jaargang 1947 nr. 2/3: Seksuele Hygiëne], waarbij het blad in twee series verscheen: serie A voor de bestrijding van geslachtsziekten en serie B voor zedelijke volksgezondheid. Bij de laatst verschenen jaargang (1949) werd dit Sexuele Hygiëne, Mededelingen van Nederlandse Vereniging voor Zedelijke Volksgezondheid. [zie Catalogus IISG: PM 17423] Op 30 oktober 1950 stuurden de redacteuren van de afdelingen A en B een gezamenlijk bericht aan de abonnees, waarin werd meegedeeld dat de uitgave van het tijdschrift wegens gebrek aan belangstelling werd beëindigd.

## Overige uitgaven
Behalve het tijdschrift ’Seksueele Hygiëne’ werden door of onder auspiciën van de vereniging ook brochures en handboeken ten behoeve van de geslachtsziektenbestrijding uitgegeven. Een aantal titels zijn:
- Eene waarschuwing aan zeelieden, Amsterdam : Nederlandsche Vereeniging tot Bestrijding der Geslachtsziekten, 1915, 3 p.
- De verbreiding van de geslachtsziekten en hare gevolgen, Zeist : Ploegsma, 1921, 24 p.
- Wenken op het gebied der geslachtsziekten, Utrecht : Nederlandsche Vereeniging tot Bestrijding der Geslachtsziekten, 1915.
- De consultatiebureaux van de Ned. vereeniging tot bestrijding der geslachtsziekten : (Bureaux voor maatschappelijke hulp aan geslachtszieken), [S.l.] : Ned. vereeniging tot bestrijding der geslachtsziekten, 1910, 9 p.
- Vuurst de Vries J van der, Gevaren voor jonge mannen en hoe daaraan te ontkomen, Amsterdam [etc.] : Graauw 1929, 64 p.
- Adreslijst inzake de bestrijding der geslachtsziekten en de zedelijke volksgezondheid in Nederland. [S.l.].

## Verenigingsarchief
Het archief van de 'Nederlandsche Vereeniging tot bestrijding der geslachtsziekten', vanaf 1934: 'Nederlandsche Vereeniging voor Zedelijke Volksgezondheid (Nederlandsche Vereeniging tot bestrijding der geslachtsziekten)' en vanaf 1951 'Nederlandse Vereniging voor Zedelijke Volksgezondheid (Nederlandse Vereniging tot bestrijding der geslachtsziekten)' (1914-ca 1973) is zeer incompleet en thans – voor zover bekend – verdeeld over twee instellingen.
Een aantal stukken is opgenomen in het archief van de 'Stichting Aids Fonds – STOP AIDS NOW! - Soa Aids Nederland' (1988-heden) en afkomstig van een van haar rechtsvoorgangers, de 'Stichting soa-bestrijding' (ook: de 'Stichting tot bestrijding van seksueel overdraagbare aandoeningen'; tot 1985: 'Stichting tot Bestrijding van Geslachtsziekten'; 1973-2003). De laatstgenoemde stichting is in 1973 opgericht door de vereniging. Vermoedelijk betreft dit het archief dat door mw. dr. A. Mooij in haar verantwoording wordt aangeduid als ‘Archief P.G. Bakker, SOA-stichting, Utrecht’. Het archief berust thans bij het Nationaal Archief te Den Haag.
Het Internationaal Instituut voor Sociale Geschiedenis te Amsterdam bezit “Notulen van vergaderingen, correspondentie en andere stukken 1933-1953.” Over de ordening meldt hij: “Dit archief is zeer incompleet; het vooroorlogse archief is verloren gegaan bij het bombardement op Rotterdam in mei 1940; stukken van vóór mei 1940 zijn destijds verzameld uit andere collecties.” De vereniging was gevestigd te Utrecht, maar het archief werd beheerd door het secretariaat van de vereniging. Zowel de secretaris als de tweede secretaris woonden te Rotterdam (Mathenesserlaan 263, respectievelijk Westersingel 26b).
Het Internationaal Instituut voor Sociale Geschiedenis beschikt in zijn bibliotheek over de Jaarverslagen over 1914-1930 van de vereniging [zie: ZO 46587], het tijdschrift van de vereniging Seksueele Hygiëne (1921-1950, vanaf 1947: Seksuele Hygiëne) [zie: ZO 443225] en een aantal uitgaven van de vereniging.

## Nadere aanwijzing voor onderzoekers
Het Nederlands Tijdschrift voor Geneeskunde is een belangrijke, contemporaine bron van informatie over de vereniging en haar werkterrein. In het tijdschrift werden – zoals nog steeds gebruikelijk – behalve medische artikelen ook berichten, mededelingen, aankondigingen, recensies en personalia met betrekking tot medische verenigingen gepubliceerd. Het tijdschrift is tot op het niveau van laagste niveau volledig digitaal ontsloten en gedigitaliseerd.
Het proefschrift van Annet Mooij uit 1993 is de neerslag van een sociologisch-historisch onderzoek van de geslachtsziektebestrijding in Nederland 1850-1990.
Naast de overheidsarchieven op het terrein van de volksgezondheid wordt verwezen naar de archieven van de provinciale commissies, het kruiswerk en de gemeentearchieven van de grote gemeenten.

## Bestuurssamenstelling
Bestuur bij oprichting
- Mr. A. de Graaf, voorzitter
- Dr. Th.M. van Leeuwen, secretaris
- Mr. D. Hudig, penningmeester
- Dr. J.J. Berdenis van Berlekom
- Mej. A.F. Dudok van Heel
- Prof. dr. S. Mendes da Costa
- Mw. C. Nuyens-Lütz
- Th.M. Roest van Limburg
- Mr. J.R.B. de Roos
- Dr. P.H. Schoonheid
- Dr. D. Snoeck Henkemans
- Dr. N.P. van Spanje
- Dr. J.Ph. Staal
- Prof. mr. S.R. Steinmetz
- G. Velthuyzen jr.

Mutaties per 22 september 1934
Afgetreden en herkozen
- Prof. dr. Th.M. van Leeuwen
- Dr. E.H. Hermans
- Jhr. mr. H.A.M. van Asch van Wyck
- Dr. W.F. Veldhuizen
- Nieuwe leden
- Mej. C, Thierry
- Dr. S.W. Praag
- Dr. J. Boosman
- Prof. dr. F.M.J.A. Roels
- Ds. J. Beyerman

Dagelijks bestuur oktober 1935
- Mr. A. de Graaf, voorzitter
- Prof. dr. Th.M. van Leeuwen, vicevoorzitter
- Dr. E.H. Hermans, secretaris
- Jhr. mr. H.A.M. van Asch van Wyck, penningmeester
- Dr. W.F. Veldhuizen
- G. Velthuyzen jr.
- Dr. C.Ph. Schokking, 2e secretaris
- Schokking volgde de wegens ziekte afgetreden dr. N.J.C. van Hasselt op.

Aantekeningen:
- Mr. A. de Graaf werd in 1941 opgevolgd door jhr. mr. C.G. Quarles van Ufford
- Dr. Th.M. van Leeuwen werd in 1944/45 waarnemend voorzitter